# Dobrunska Rijeka
Dobrunska Rijeka (cyr. Добрунска Ријека) – wieś w Bośni i Hercegowinie, w Republice Serbskiej, w gminie Višegrad. W 2013 roku liczyła 40 mieszkańców.